# Antonelli-Matrix
Als Antonelli-Matrix bezeichnet man in der Volkswirtschaftslehre und speziell in der Mikroökonomik die Hesse-Matrix der Distanzfunktion.

## Definition und Bedeutung
Mit n der Zahl der Güter ist die Antonelli-Matrix A eine {\displaystyle (n\times n)}-Matrix, deren (i,j)-ter Eintrag durch den Ausdruck
{\displaystyle {\frac {\partial ^{2}d({\overline {u}},\mathbf {q} )}{\partial q_{i}\partial q_{j}}}}
gegeben ist. Die Matrix stellt sich entsprechend folgendermaßen dar:
{\displaystyle A({\overline {u}},\mathbf {q} )\equiv \left({\begin{array}{ccc}{\frac {\partial ^{2}d({\overline {u}},\mathbf {q} )}{\partial q_{1}^{2}}}&\cdots &{\frac {\partial ^{2}d({\overline {u}},\mathbf {q} )}{\partial q_{1}\partial q_{n}}}\\\vdots &\ddots &\vdots \\{\frac {\partial ^{2}d({\overline {u}},\mathbf {q} )}{\partial q_{n}\partial q_{1}}}&\cdots &{\frac {\partial ^{2}d({\overline {u}},\mathbf {q} )}{\partial q_{n}^{2}}}\end{array}}\right)}.
Dabei bezeichnet {\displaystyle d({\overline {u}},\mathbf {q} )} die so genannte Distanzfunktion zum spezifischen Nutzenniveau {\displaystyle {\overline {u}}} und dem n-Vektor der Gütermengen, {\displaystyle \mathbf {q} =(q_{1},\ldots ,q_{n})}. Die Distanzfunktion gibt die Zahl an, durch die {\displaystyle \mathbf {q} } geteilt werden muss, damit die verbleibende Kombination von Gütermengen gerade auf der Indifferenzkurve {\displaystyle {\overline {u}}} liegt.
Der (i,j)-te Eintrag der Antonelli-Matrix gibt nun an, wie stark sich der Preis, den ein Haushalt für eine Mehreinheit von i zu zahlen bereit wäre, ändert, wenn seine Nachfrage nach Gut j exogen erhöht wird, er aber weiterhin auf derselben Indifferenzkurve verbleiben möchte.

## Eigenschaften und Zusammenhang zu verwandten Konzepten
Die Antonelli-Matrix ist unter gängigen Annahmen über die Distanzfunktion symmetrisch. Zudem handelt es sich bei ihr um die Pseudoinverse der Slutsky-Matrix.